# Хайр Вахдат (футбольний клуб)
Футбольний клуб «Хайр Вахдат» або просто «Хайр Вахдат» (тадж. Клуби футболи «Хайр Вахдат» (Вахдат)) — таджицький професіональний футбольний клуб з міста Вахдат.

## Історія
Футбольний клуб «Хайр Вахдат» був створений не пізніше 2004 року під назвою ФК «Вахдат», в 2006 році виступав під назвою «Джавонен», але пізніше знову став називатися «Вахдат». В середині сезону 2008 отримав нову назву — «Хайр» на честь свого власника — бізнесмена Кутбіддіна Хайрова. З 2004 по 2009 роки клуб грав у першій лізі Таджикистану, в своїх перших сезонах був середняком турніру, в 2008 році зайняв четверте місце в лізі, а в 2009 році розділив перше-друге.
У сезоні 2010 року клуб подав заяву до Федерації футболу Таджикистану для участі у Вищій Лізі Чемпіонату країни. Федерація прийняла заяву клубу і з 2010 року «Хайр Вахдат» почав брати участь у Вищій Лізі. У тому сезоні клуб-дебютант зайняв сенсаційне четверте місце в чемпіонаті з десяти команд-учасниць.
У сезоні 2011 року «Хайр Вахдат» став п'ятим за підсумками чемпіонату. А в сезоні 2012 року знову зайняв четверте місце і таким чином повторив свій найкращий результат.
У сезоні 2013 року «Хайр Вахдат» придбав кілька досвідчених місцевих футболістів та гравців з Ірану і команда за підсумками сезону посіла третє місце в турнірній таблиці і стала бронзовим призером чемпіонату Таджикистану. За підсумками сезону 2014 року «Хайр Вахдат» посів друге місце і таким чином став віце-чемпіоном Таджикистану. В сезоні 2015 року команда зайняла 5-те місце. На сезон 2016 року керівництво клубу в особі президента клубу Кутбиддіна Хайрова поставило мету завоювати місце в трійці найкращих команд Таджикистану.

## Досягнення
- Чемпіонат Таджикистану
  -  Срібний призер (1): 2014.
  -  Бронзовий призер (1): 2013.

- Кубок ФФТ
  -  Володар (1): 2013.

## Участь в міжнародних турнірах
Футбольний клуб «Хайр Вахдат», після завоювання срібних медалей чемпіонату Таджикистану в сезоні 2014 року, вперше отримав можливість брати участь в Кубку АФК 2015 року. У відбірковому турнірі, для отримання путівки в груповий етап Кубка АФК, «Хайр Вахдат» дійшов лише до другого раунду відбіркового турніру і закінчив свій виступ.
| Сезон | Турнір    | Раунд                           | Суперник     | Рахунок |
| ----- | --------- | ------------------------------- | ------------ | ------- |
| 2015  | Кубок АФК | 1-ий раунд відбіркового турніру | Шейх Рассел  | 0:1     |
| 2015  | Кубок АФК | 2-ий раунд відбіркового турніру | Салам Жгарта | 3:0     |

* Жирним кольором виділено перемогу «Хайр Вахдату».

## Статистика виступів у національних турнірах
| Сезон | Ліга | Ліга | Ліга | Ліга | Ліга | Ліга | Ліга | Ліга | Ліга | Кубок Таджикистану | Бомбардир         | Бомбардир | Менеджер                                      |
| Сезон | Див. | Міс. | Іг.  | В    | Н    | П    | ЗМ   | ПМ   | О    | Кубок Таджикистану | Ім'я              | В лізі    | Менеджер                                      |
| ----- | ---- | ---- | ---- | ---- | ---- | ---- | ---- | ---- | ---- | ------------------ | ----------------- | --------- | --------------------------------------------- |
| 2010  | 1-ша | 4    | 32   | 16   | 6    | 10   | 59   | 42   | 54   | 1/4 фіналу         |                   |           | Тохірджон Мумінов                             |
| 2011  | 1-ша | 5    | 40   | 17   | 3    | 20   | 61   | 59   | 54   |                    |                   |           | Тохірджон Мумінов                             |
| 2012  | 1-ша | 4    | 24   | 16   | 4    | 4    | 45   | 27   | 52   | 1/4 фіналу         |                   |           | Тохірджон Мумінов Юсуф Абдуллоєв              |
| 2013  | 1-ша | 3    | 18   | 9    | 7    | 2    | 26   | 14   | 34   |                    |                   |           | Юсуф Абдуллоєв Рустам Ходжаєв                 |
| 2014  | 1-ша | 2    | 18   | 11   | 2    | 5    | 27   | 17   | 35   | 1/2 фіналу         |                   |           | Рустам Ходжаєв Петро Качуро Тохірджон Мумінов |
| 2015  | 1-ша | 5    | 18   | 8    | 5    | 5    | 21   | 26   | 29   | 1/8 фіналу         | Мухсіджон Парпієв | 4         |                                               |
| 2016  | 1-ша | 5    | 18   | 8    | 5    | 5    | 29   | 25   | 29   | 1/4 фіналу         |                   |           |                                               |

## Відомі тренери
| Період    | Тренер            |
| --------- | ----------------- |
| 2010—2012 | Тохірджон Мумінов |
| 2012—2013 | Юсуф Абдуллоєв    |
| 2013—2014 | Рустам Ходжаєв    |
| 2014      | Петро Качуро      |
| 2014—н.в  | Тохірджон Мумінов |